# Tachyoryctes audax
Tachyoryctes audax är en däggdjursart som beskrevs av Thomas 1910. Tachyoryctes audax ingår i släktet afrikanska rotråttor, och familjen råttdjur. Inga underarter finns listade i Catalogue of Life.
Arten beskrevs efter en individ från en 2700 till 3200 meter hög bergstrakt i Kenya. Den godkänns inte av IUCN. Där listas Tachyoryctes audax som synonym till Tachyoryctes splendens.